# Francis Jammes

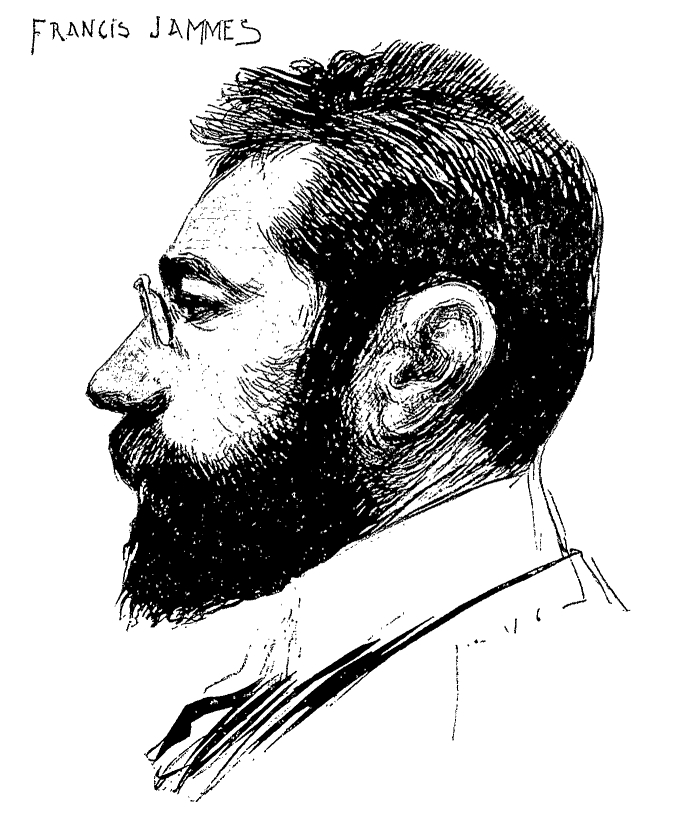
Francis Jammes gezeichnet von Jean Veber

Francis Jammes (* 2. Dezember 1868 in Tournay, Département Hautes-Pyrénées, Frankreich; † 1. November 1938 in Hasparren, Département Pyrénées-Atlantiques) war ein französischer Dichter.

## Leben

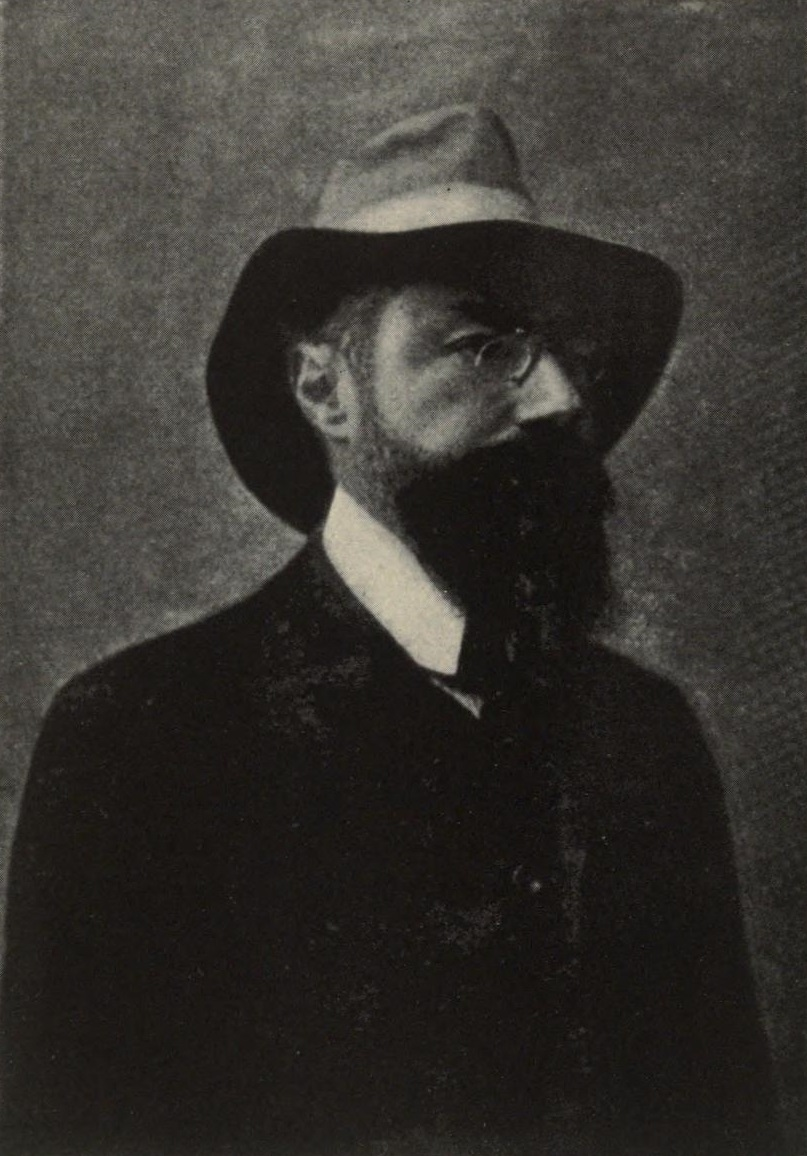
Francis Jammes

Jammes verbrachte den Großteil seines Lebens in seiner Geburtsregion um Béarn sowie im Baskenland und ließ seine Heimat auch in seine Literatur einfließen. Seine ersten poetischen Versuche kursierten ab 1895 in den Pariser literarischen Kreisen. Er wurde vor allem durch seine frische und volle Poesie bekannt, mit der eine poetische Erneuerung begann, die mit den symbolistischen Tendenzen seiner Epoche brach. Er traf sich häufig mit anderen Dichtern, insbesondere mit André Gide, mit dem er sich 1896 in Algerien aufhielt, sowie Mallarmé und Henri de Régnier. Später wurde er auch von Paul Claudel beeinflusst.
Seine bekannteste Sammlung De L’angélus de l’aube à l’angélus du soir erschien 1897 im Mercure de France, Le Deuil des Primevères (1901) wurde ebenfalls gut aufgenommen. Er hatte zuvor als Notargehilfe gearbeitet, konnte aber von nun an von seiner Literatur leben. 1905 konvertierte er, angeregt von Claudel, zum Katholizismus, seine Poesie wurde religiöser und dogmatischer.
In den Parisern Zirkeln war Jammes nie richtig anerkannt. Er galt als Provinzieller, der einsam und zurückgezogen in den pyrenäischen Bergen lebte. Er versuchte mehrfach, in die Académie française aufgenommen zu werden, seine Bewerbung wurde aber jedes Mal abgelehnt.
Von Jammes stammt außerdem die Vorlage für Georges Brassens’ Lied La Prière. Es handelt sich um einen Auszug seines Gedichts Les mystères douloureux aus der Sammlung L’église habillée de feuilles (1906). Brassens hat einige Worte verändert, um den Text rhythmischer zu gestalten.

## Werke (Auswahl)

### Lyrik
- De l’Angélus de l’aube à l’Angélus du soir (1898)
- Le Deuil des primevères (1901)
- Le Triomphe de la vie (1906)
- Les Géorgiques chrétiennes (1911–1912)
- Le Livre des quatrains (1923–1925)
- De tout temps à jamais (1935)
- Sources (1936)

### Prosa
- Clara d’Ellébeuse (1898)
- Almaïde d’Étremont (1901)
- Le roman du lièvre (1903) Deutsch Der Hasenroman. Übertragen Jakob Hegner. Kurt Wolff, 1916.
- Pomme d’anis (1904)

### Libretto
- La Brebis égarée. Roman musical (Oper). Musik (1910–1914): Darius Milhaud. UA 1923